# Тандем (аэродинамическая схема)

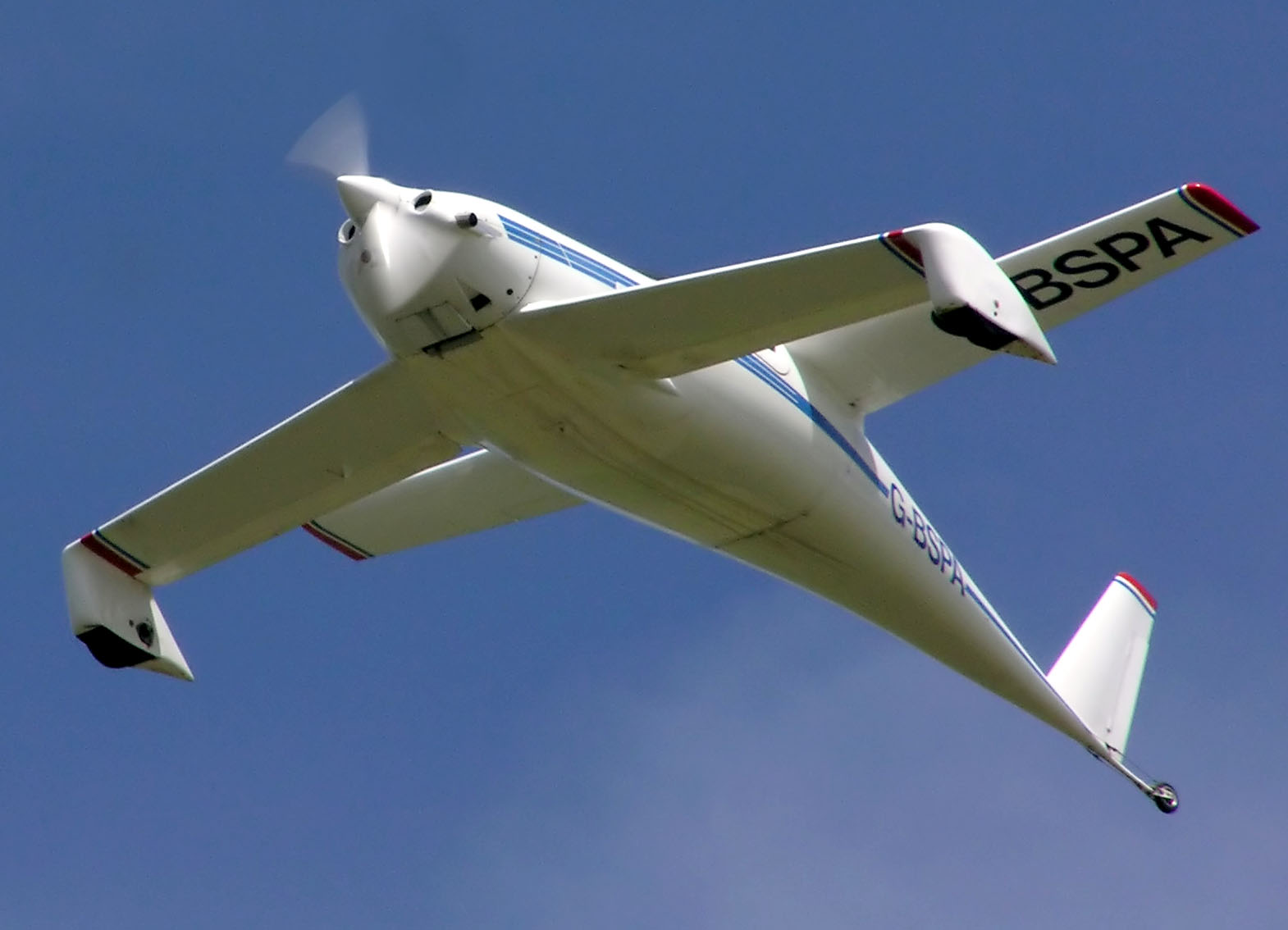
QAC Quickie Q2 — пример самолёта, выполненного по тандемной схеме.

Тандем — схема компоновки самолёта, при которой подъёмная сила создаётся двумя крыльями примерно равного размера, расположенными одно за другим.
В этой схеме те функции, которые в классической компоновке выполняются горизонтальным оперением, берёт на себя заднее крыло. Несмотря на ряд достоинств, схема не получила широкого распространения. Примерами использования схемы являются проект советского штурмовика «Ш-Тандем», французский лёгкий самолёт Mignet Pou-du-ciel, экспериментальный самолёт Бёрта Рутана Scaled Composites Proteus.

## Особенности
Чтобы обеспечить продольную устойчивость переднее крыло устанавливают под положительным углом атаки по отношению к хорде заднего крыла. За счёт этого срыв потока на переднем крыле происходит раньше, чем на заднем, и самолёт переходит в пикирование, а не в штопор, как в нормальной схеме. В ряде случаев этот аргумент становится решающим при выборе компоновки будущего самолёта. В то же время схема «тандем» не даёт гарантии безопасности. Например, широко известная модель сверхлёгкого самолёта для самостоятельной сборки, «Блоха Минье» (фр. Mignet Pou-du-ciel), получила репутацию опасной в пилотировании из-за склонности к затягиванию в пикирование.
Центр тяжести в тандемной схеме располагается между фокусами крыльев. При равенстве размеров крыльев центр тяжести находится вблизи задней кромки переднего крыла. На обоих крыльях устанавливаются элероны, которые обеспечивают поперечное управление.
Путевая устойчивость обеспечивается нормальным вертикальным оперением или концевыми шайбами на заднем крыле.

## Достоинства
В большом диапазоне углов атаки сопротивление тандемной схемы меньше, чем нормальной. Кроме того, в нормальной схеме горизонтальное оперение создаёт сопротивление, но не создаёт подъёмной силы. В тандемной же подъёмную силу дают оба крыла, что делает её аэродинамически более рациональной. Концевые шайбы, которые иногда используются в качестве вертикального оперения, дополнительно улучшают характеристики заднего крыла. Схема также имеет повышенную поперечную управляемость и позволяет использовать профили с меньшей относительной толщиной. Кроме того, меньший разнос масс по поперечной оси даёт возможность повысить маневренность самолёта.

## Недостатки
В тандемной схеме фюзеляж подвергается большим крутящим нагрузкам. Также имеет место большой разнос масс по продольной оси самолёта.

## Галерея

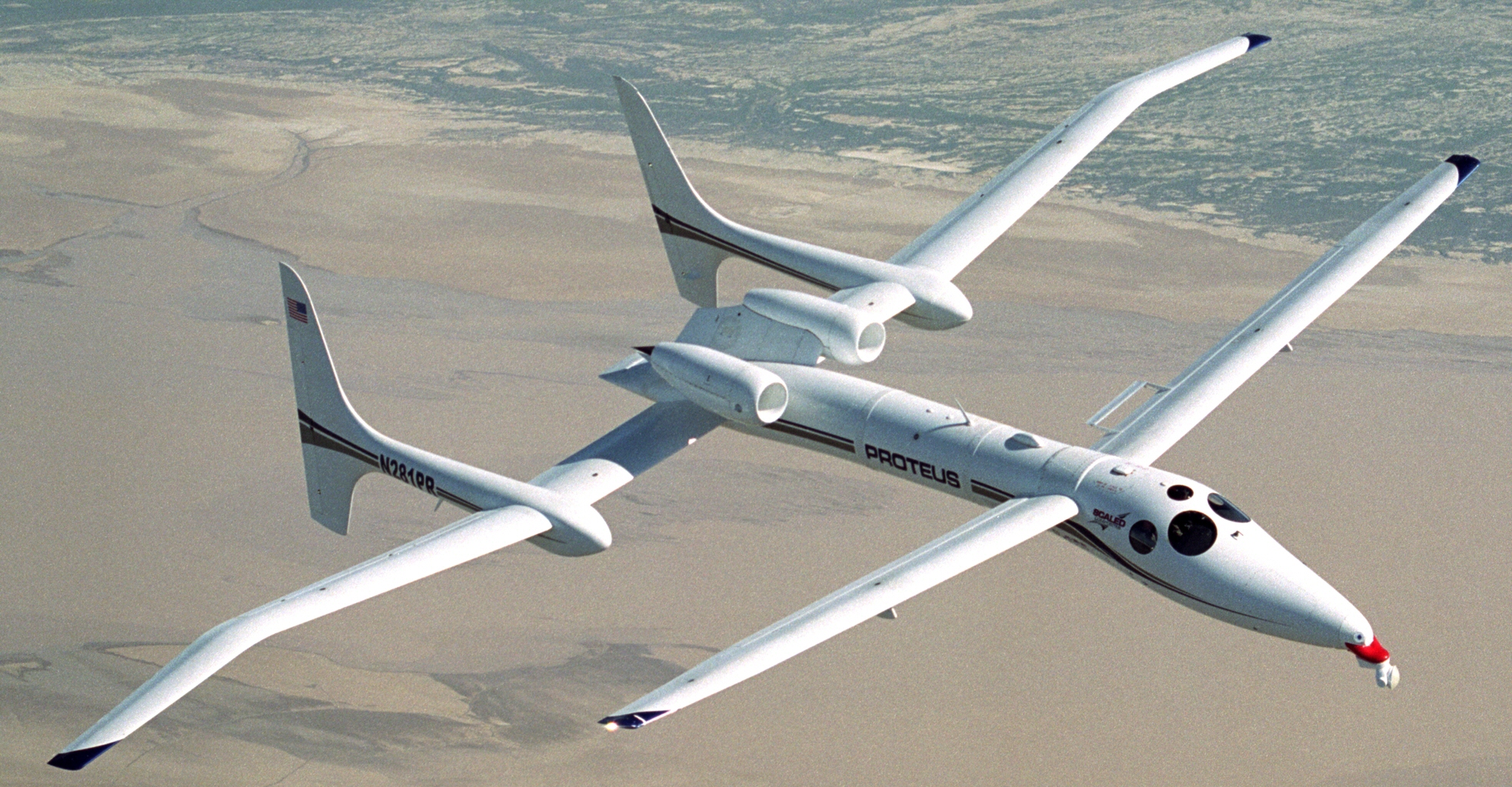
Scaled Composites Proteus
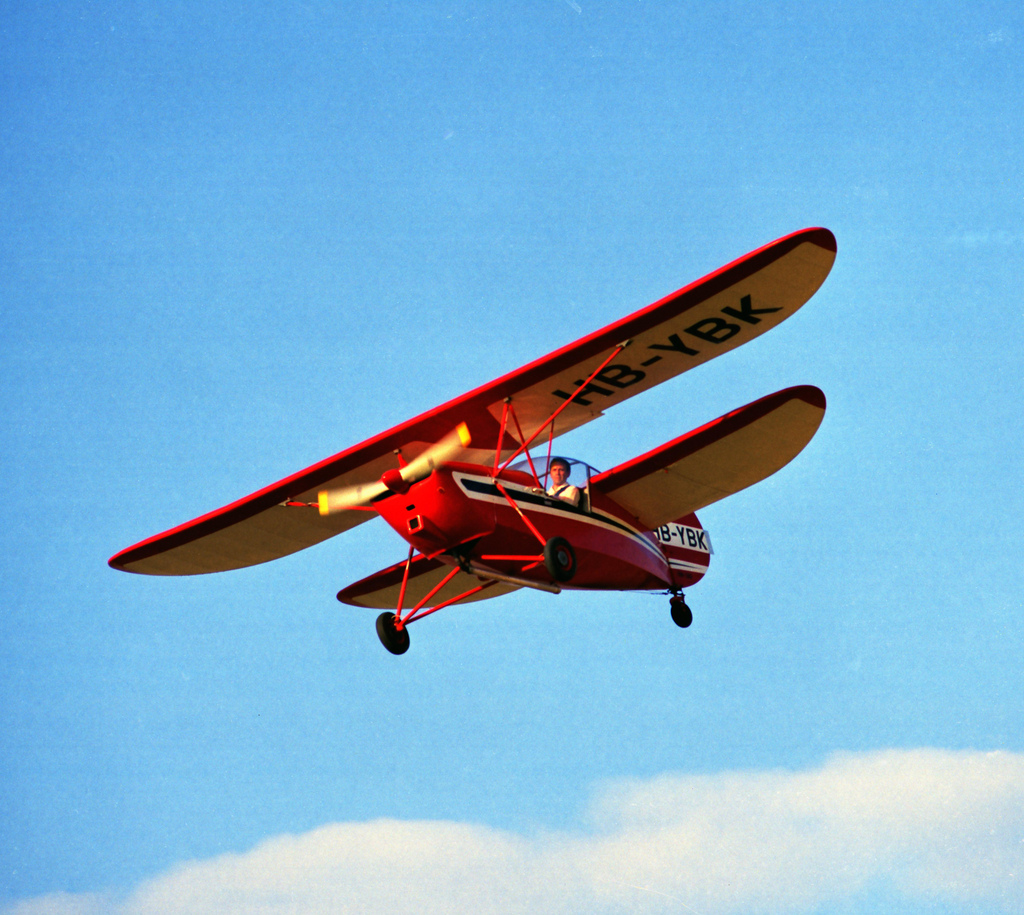
Mignet Pou-du-ciel
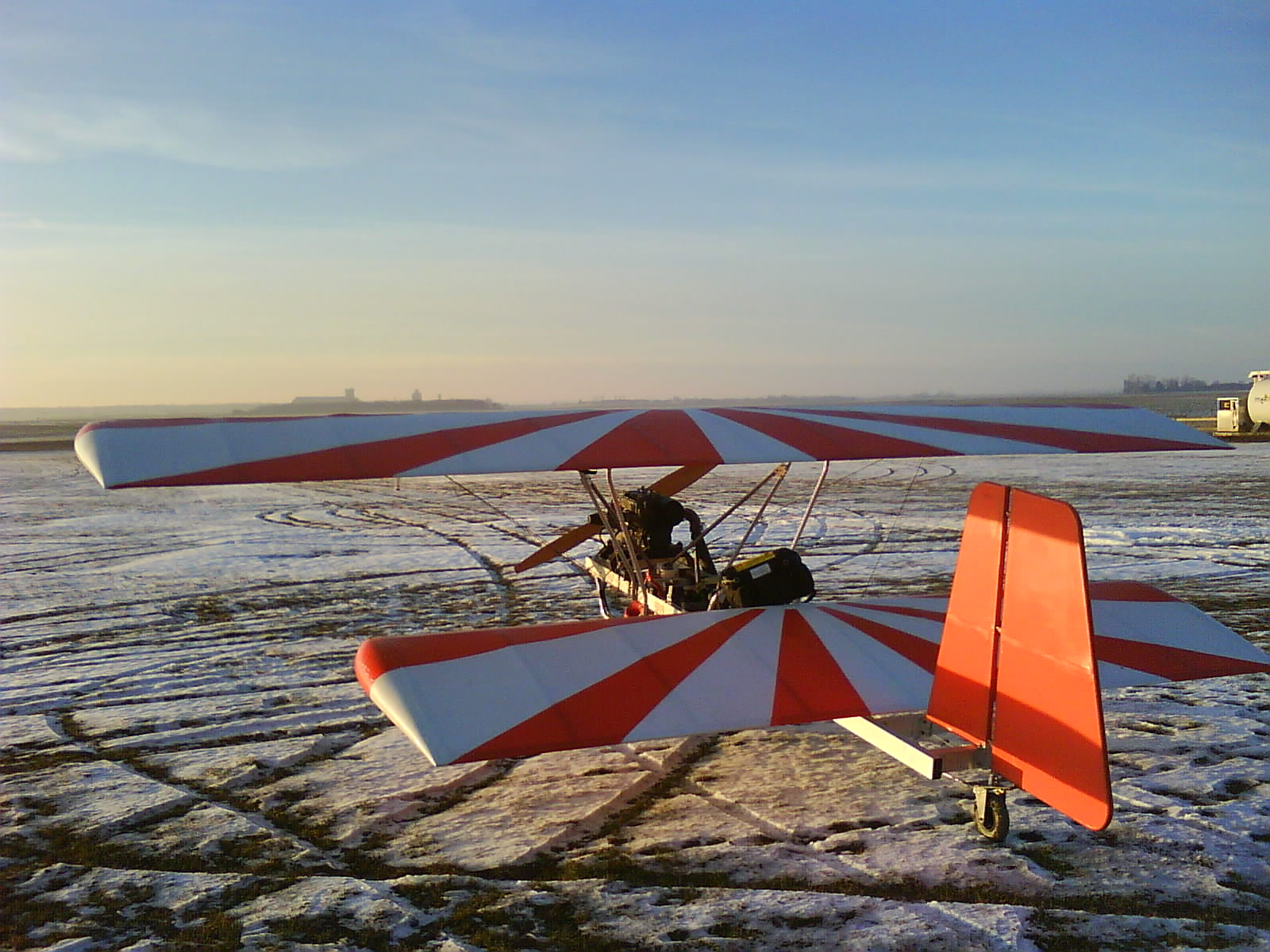
Dalby Pouchel[англ.]
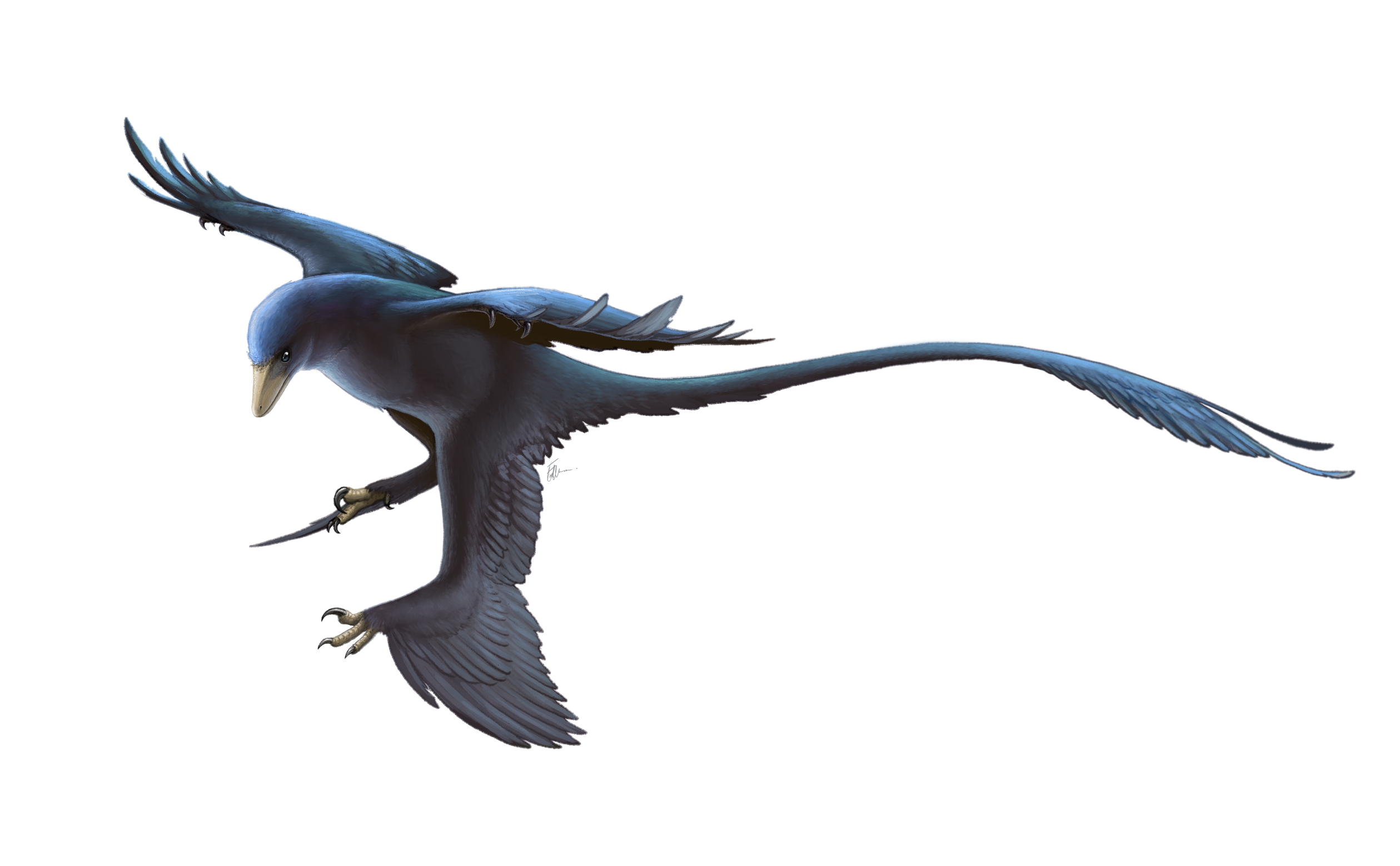
Микрораптор имел две пары крыльев
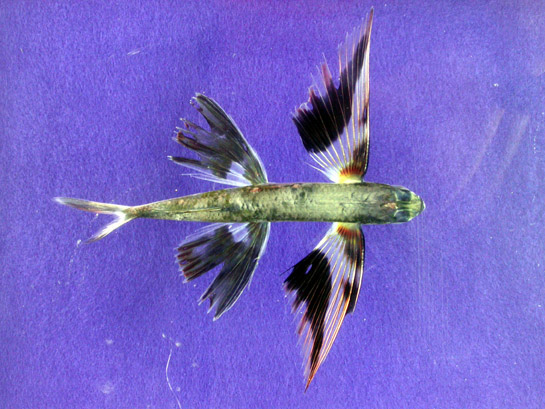
Летучая рыба из вида Cheilopogon exsiliens